# Heliconia obscura
Heliconia obscura är en enhjärtbladig växtart som beskrevs av Dodson och Alwyn Howard Gentry. Heliconia obscura ingår i släktet Heliconia och familjen Heliconiaceae.

## Underarter
Arten delas in i följande underarter:
- H. o. dichroma
- H. o. fusca
- H. o. obscura